# Torpagöl (Åseda socken, Småland)
Torpagöl är en sjö i Uppvidinge kommun i Småland och ingår i Emåns huvudavrinningsområde. Sjöns area är 0,046 kvadratkilometer och den befinner sig 210 meter över havet.